# Yumekui Merry
Yumekui Merry (夢喰いメリー Yumekui Meri, lit. Merry Comedora de sonhos) é um mangá Seinen de fantasia escrito por Yoshitaka Ushiki e publicado na editora Houbunsha na revista Manga Time Kirara Forward. Uma adaptação para anime de 13 episódios produzida pela J.C.Staff começou a ser exibida em 6 de janeiro de 2011 e terminou em 7 de abril de 2011.

## História
A história começa com Yumeji Fujiwara,um jovem estudante com o poder de ver a aura dos sonhos de outras pessoas, ele consegue prever o que a pessoa sonhou aquela noite e o que ela sonha na noite seguinte, depois de um evento que aconteceu há 10 anos. Desde então, ele começou a ter sonhos estranhos com gatos o perseguindo por um motivo desconhecido, este é o lugar onde conhece o chefe do exército de gatos, John Doe "chaser", que quer o corpo de Yumeji, pois é necessário para ir ao mundo real. Um dia, quando ele estava prestes a voltar para casa depois da escola, uma misteriosa garota cai em cima dele. Esta menina chamada Merry Nightmare, uma habitante do mundo dos sonhos está a procura de um modo de voltar para o seu mundo, é quando Yumeji decide a ajudar, e é onde você começar a aprender sobre o mundo dos sonhos e os demônios do sonho.